# Медвес, Маттео
Маттео Медвес (итал. Matteo Medves, р.20 июня 1994) — итальянский дзюдоист, призёр чемпионатов Европы.

## Биография
Родился в 1994 году в Монфальконе. В 2018 году стал серебряным призёром чемпионата Европы. В 2019 году завоевал серебряную медаль Европейских игр.